# 芝辻清右衛門
芝辻 清右衛門（しばつじ せいえもん、生没年不詳）は、紀州根来西坂本の鉄砲鍛冶。妙西、仙斎とも。日本最初の火縄銃の製作者とされる。
1544年、津田算長（種子島に伝来した火縄銃2挺のうち1挺を種子島時尭から買った）に銃の複製を依頼され、国産火縄銃を完成させた。これにより根来に鉄砲集団が現れる要因が生まれた。清右衛門は後に堺に移り、同地もやがて鉄砲の一大産地となる。